# Bebelis divaricata
Bebelis divaricata là một loài bọ cánh cứng trong họ Cerambycidae.